# Ratolí marsupial de Stuart
El ratolí marsupial de Stuart (Antechinus stuartii) és una espècie de petit marsupial carnívor de la família dels dasiúrids.
És un animal principalment nocturn i arborícola. Les femelles construeixen grans nius comunals que comparteixen molts exemplars. Com en tots els ratolins marsupials del gènere Antechinus, els mascles moren després de la seva primera temporada d'aparellament (que dura dues setmanes) com a resultat de l'estrès i la fatiga. Les femelles manquen de marsupi; les cries s'han d'arrapar als mugrons, que normalment són vuit. La seva dieta inclou escarabats, amfípodes i blatodeus, tot i que és un menjador oportunista.